# Юнино
Юнино — разъезд в Исилькульском районе Омской области. Входит в состав Лесного сельского поселения.

## История
Основан в 1892 году. В 1928 году состоял из 11 хозяйств, основное население — русские. В административном отношении находился в составе Надеждинского сельсовета Исилькульского района Омского округа Сибирского края.

## Население
| 1926 | 2002 | 2010 | 2015 |
| ---- | ---- | ---- | ---- |
| 49   | ↗142 | ↘108 | ↘94  |

## Улицы
В населённом пункте имеется одна улица — Привокзальная.